# Lansallos
Lansallos är en ort i Storbritannien.   Det ligger i grevskapet Cornwall och riksdelen England, i den södra delen av landet, 300 km väster om huvudstaden London.
Lansallos var tidigare namnet på en civil parish, men den bytte 1 april 2012 namn till Polperro.